# Minatomacsi River Place
A Minatomacsi River Place (湊町リバープレイス) többcélú fedett épületkomplexum Japánban, Oszaka nagyváros Naniva-ku városrészében.

## Áttekintés
A Minatomacsi River Place 2002-ben nyílt meg a JNR JR Namba pályaudvarának egykori földfelszín feletti épületének helyén. A Namba reneszánsz elnevezésű városi szerkezetátalakítási projekt keretében húzták fel a Dótonbori csatorna partján.
Az 1. pláza (2. alagsor) és a 2. pláza (1. emelet) különböző kiállításoknak, rendezvényeknek és egy bolhapiacnak, a 3. pláza (2. emelet) egy nyílt kiállítóteremnek és az FM Osaka rádióállomás székhelyének ad helyet, míg a harmadiktól a hatodik emeletig a Namba Hatch (なんばHatch) koncertterem helyezkedik el. A létesítmény részeként működik a Hansin gyorsforgalmi út minatomacsi lehajtója, a parkolás egy kétemeletes épületben van biztosítva, ami azonban nem kapcsolódik közvetlenül az épülethez. Az épület a Dótonbori csatornáról is megközelíthető: az Osaka Suijō Bus hajótársaság járatai is megállnak az építménynél, valamint a JR Namba pályaudvar és az OCAT is a közelben van.

## Namba Hatch
A Namba Hatch (なんばHatch) koncertterem, amely az épület két legfelső szintjét, az ötödik és hatodik emeletet foglalja el. Nevét (hatch angolul: búvónyílás) a nyolcszögletű alakjáról kapta, amelyet Tanigucsi Kijoko lemezlovas választott ki a 851 beadott látványterv közül.

### Elhelyezkedése az épületben
- 1. emelet (az egész épület 5. emelete): 602 állóhely,[2] italsarok[3]
- 2. emelet (az egész épület 6. emelete): 153 ülőhely[2]

Az egész épület harmadik emeletén található a koncertterem bejárata, az előcsarnok és egy étterem, míg a negyediken a színfalak mögötti terület és egy raktár helyezkedik el.

## Megközelíthetősége
- JR West Kanszai fővonal (Jamatodzsi vonal) JR Namba pályaudvar
- Oszakai metró Jocubasi vonal Namba pályaudvar
- Kintecu Namba vonal és a Hansin Namba vonal Oszaka Namba pályaudvar